# Segunda División de Chile 1969
El Campeonato Nacional de Fútbol de Segunda División de 1969 fue el 18° torneo disputado de la segunda categoría del fútbol profesional chileno, con la participación de catorce equipos. Ferrobádminton se disolvió en dos equipos, Ferroviarios, que siguió compitiendo en Segunda y Bádminton, que volvería al año siguiente a la Segunda División cuando se refundó pero en Curicó. A su vez, Iberia-Puente Alto, que había descendido en la temporada anterior, se trasladó a la ciudad de Los Ángeles siendo admitido nuevamente en la división como Iberia.
El torneo se jugó en dos ruedas con un sistema de todos-contra-todos.
El campeón del torneo fue Lota Schwager, que consiguió el ascenso para la Primera División por primera vez en su historia.

## Movimientos divisionales
| Pos | a Primera División de Chile 1969 |
| --- | -------------------------------- |
| 1º  | Antofagasta Portuario (Campeón)  |

| Pos | a Segunda División de Chile 1969 |
| --- | -------------------------------- |
| -   | -                                |

| Pos | Descendido desde Primera División de Chile 1968 |
| --- | ----------------------------------------------- |
| 1º  | Unión San Felipe                                |

| Pos | Abandono de la Competencia |
| --- | -------------------------- |
| 1º  | Bádminton                  |

## Equipos participantes
| Equipo             | Ciudad            |
| ------------------ | ----------------- |
| Colchagua          | San Fernando      |
| Coquimbo Unido     | Coquimbo          |
| Ferroviarios       | Estación Central  |
| Iberia             | Los Ángeles       |
| Lister Rossel      | Linares           |
| Lota Schwager      | Coronel           |
| Municipal Santiago | Santiago de Chile |
| Naval              | Talcahuano        |
| Ñublense           | Chillán           |
| San Antonio Unido  | San Antonio       |
| San Luis           | Quillota          |
| Trasandino         | Los Andes         |
| Unión San Felipe   | San Felipe        |
| U.T.E              | Santiago de Chile |

## Tabla final
| Pos | Equipo                | PJ | PG | PE | PP | GF | GC | Dif | Pts |
| --- | --------------------- | -- | -- | -- | -- | -- | -- | --- | --- |
| 1   | Lota Schwager         | 26 | 17 | 6  | 3  | 47 | 12 | 35  | 40  |
| 2   | Ñublense              | 26 | 14 | 8  | 4  | 37 | 20 | 17  | 36  |
| 3   | San Luis              | 26 | 16 | 4  | 6  | 50 | 35 | 15  | 36  |
| 4   | Iberia                | 26 | 11 | 6  | 9  | 51 | 41 | 10  | 28  |
| 5   | Ferroviarios          | 26 | 9  | 8  | 9  | 48 | 46 | 2   | 26  |
| 6   | Unión San Felipe      | 26 | 9  | 8  | 9  | 33 | 40 | -7  | 26  |
| 7   | Municipal de Santiago | 26 | 9  | 7  | 10 | 38 | 40 | -2  | 25  |
| 8   | Coquimbo Unido        | 26 | 8  | 8  | 10 | 37 | 33 | 4   | 24  |
| 9   | Lister Rossel         | 26 | 8  | 8  | 10 | 34 | 32 | 2   | 24  |
| 10  | Universidad Técnica   | 26 | 9  | 5  | 12 | 44 | 52 | -8  | 23  |
| 11  | Naval                 | 26 | 8  | 6  | 12 | 29 | 35 | -6  | 22  |
| 12  | San Antonio Unido     | 26 | 6  | 9  | 11 | 24 | 28 | -4  | 21  |
| 13  | Deportes Colchagua    | 26 | 6  | 5  | 15 | 28 | 60 | -32 | 17  |
| 14  | Trasandino            | 26 | 5  | 6  | 15 | 25 | 51 | -26 | 16  |

PJ=Partidos jugados; PG=Partidos ganados; PE=Partidos empatados; PP=Partidos perdidos; GF=Goles a favor; GC=Goles en contra; Dif=Diferencia de gol; Pts=Puntos
|  | Campeón. Asciende a Primera División |
|  | Desciende a su Asociación de origen  |